# 东黄水镇
东黄水镇，是中华人民共和国山西省太原市阳曲县下辖的一个乡镇级行政单位。

## 行政区划
东黄水镇下辖以下地区：
东黄水村、故县村、西殿村、洛阴村、盘威村、水泉村、河上咀村、马驼村、范庄村、大汉村、吉家岗村和红沟村。